# Olli Heikkonen
Olli Heikkonen, född 28 maj 1965 i Kontiolax, är en finländsk poet. Han debuterade 2000 med diktsamlingen Jakutian aurinko för vilken han belönades med Helsingin Sanomats litteraturpris. Han har studerat inhemsk litteratur vid Helsingfors universitet.

## Priser och utmärkelser
- 1999 – pris i Finska kulturfondens lyriktävling
- 2000 – Helsingin Sanomats litteraturpris
- 2000 – finalist i Den dansande björnen-tävlingen

## Verk
- Jakutian aurinko (2000)
- Kuinka maa muuttui musiikiksi (2003)
- Jäätikön ääri (2007)